# Fase di chiusura
La fase di chiusura è una quantità osservabile  nell'interferometria astronomica ottica, che ha consentito lo sviluppo dell'interferometria a base molto ampia. Costituisce la base delle tecniche di auto-calibrazione nell'interferometria ottica.
In passato la maggior parte delle rilevazioni di interferometria ottica erano strettamente vincolate dall'ampiezza dello strumento, (la qualità della misurazione della distanza angolare di un oggetto celeste è proporzionale a tale ampiezza); le reti telescopiche hanno consentito di superare questo limite, comportando però implicazioni dovute alla sincronizzazione dei segnali. Inoltre l'informazione di fase periferica (ai bordi dei telescopi) veniva compromessa dalla turbolenza atmosferica. La tecnica della fase di chiusura in reti di tre o più telescopi in cui l'imaging diretto è pressoché impossibile, è stata introdotta per ovviare a queste limitazioni.

## Origini
Questa tecnica innovativa è stata sviluppata da Roger Jennison al Jodrell Bank Observatory per studiare le fasi in astronometria ottica in un interferometro in presenza di errori di ritardo. Anche se fu inizialmente sviluppata per misurazioni effettuate a lunghezze d'onda nel visibile, Jennison ne aveva previsto un maggiore potenziale in tecniche di interferometria radio. Già nel 1958 Jennison ne dimostrò l'efficacia con un interferometro radio, ma è diventata ampiamente usata in tale ambito solo dal 1974. Questo metodo è stato utilizzato per le prime misurazioni VLBI ed una variante di questo approccio ("Auto Calibrazione") è usata ancora oggi. Le tecnica di "fase di chiusura" o "auto-calibrazione" è utilizzata anche per eliminare gli effetti del seeing astronomico nelle osservazioni interferometriche ottiche ed infrarosse. 